# Satrupholm
Satrupholm ist ein Ortsteil der Gemeinde Mittelangeln im Kreis Schleswig-Flensburg in Schleswig-Holstein, der aus der dort ursprünglich gelegenen Burganlage namens Satrupholm entstand. Satrupholm liegt 15 km entfernt von Flensburg, in der Mitte des Kreises. Es besteht aus dem 800 Meter langen Feldweg Satrupholm, an dessen Beginn einige wenige Hofhäuser stehen.

## Geschichte
Satrupholm ist ab dem 12. Jahrhundert als Sitz eines Ritters belegt. Der Name Satrupholm setzt sich aus der Ortsbezeichnung Satrup, dem Kirchspiel, zu dem der Ort gehörte, und dem Wort Holm, das Insel bedeutet, zusammen. Um Satrupholm befinden sich mehrere Wasserläufe und das Land drumherum bestand insbesondere in der Vergangenheit eher aus Feuchtgebieten (Vgl. Steinzeitliche Siedlungskammer im Satrupholmer Moor). Zudem verstärkte der heute noch erhaltene Burggraben diese inselartige Lage.
Der Adelshof Satrupholm befand sich zu Beginn des 15. Jahrhunderts im Besitz der Schleswiger Bischöfe, bis ihn Heinrich von See 1423 an Heinrich von Ahlefeldt verkaufte. In den folgenden Jahren wechselte das Gut mehrmals den Besitzer und fiel 1438 wieder als Pfand an den Bischof. Spätestens 1528 kaufte Heinrich von Ahlefeldt das Gut dem Schleswiger Domkapitel ab und erweiterte es durch zahlreiche, zum Teil weit entfernte Streugüter, zu denen auch die Vogteien Langstedt im Westen und Karlswraa mit Besitzungen v. a. in der Gemeinde Bülderup gehörten. Als dessen Sohn Moritz 1556 kinderlos starb, wurde der Besitz aufgeteilt, wobei einige Pachthöfe an Johann Rantzau gingen, ein Teil erhielt Bertha von Ahlefeldt, die mit Thomas Sture († 1563) zu Gammelgård auf Alsen verheiratet war, und der dritte Teil, zu dem Satrupholm gehörte, fiel an Bendix von Ahlefeldt (1506–1587) von Gelting. Bendix von Ahlefeldt überließ das Gut 1573 seinem zweitgeborenen Sohn Heinrich (1545–1616), der 1593–1599 Amtmann von Flensburg war. Dieser vergrößerte den Besitz unter anderem um den Hof und mehrere Bauernkaten in Obdrup. Hinrich von Ahlefeld war 1609 der Gründer und Erbauer von Gut Dollrott weiter östlich von Satrupholm. Nach seinem Tod erbte zunächst sein Neffe Johann von Ahlefeldt, der jedoch ebenfalls betreits 1618. Dessen Witwe Heilwig von Ahlefeldt verkaufte Gut Satrupholm 1631 an Herzog Friedrich III. von Schleswig-Holstein-Gottorf. 1664 erwarb Johann Adolph Kielmann von Kielmannsegg das Gut. Nachdem er 1676 im dänischen Gefängnis gestorben war, fiel das Gut wieder an den Herzog Christian Albrecht. 1720 verloren die Gottorfer jedoch im Frieden von Frederiksborg ihre Anteile am Herzogtum Schleswig an den dänischen König. Satrupholm wurde dänische Staatsdomäne und von Kopenhagen aus verwaltet.
1770/71 ließ König Christian VII. das Gut parzellieren und das Land an selbstständige Bauern verkaufen, womit der heutige Ort entstand. Verwaltungstechnisch gehörten die neu entstandenen Satrupholmer Parzellen zur Satrupharde, die wiederum zum Amt Gottorf gehörte. Die Vogtei Langstedt kam hingegen zur Mohrkirchharde, während die Vogtei Karlswraa aufgelöst wurde. Mit Auflösung der Gemeinde Satrup wurde der kleine Ort Satrupholm am 1. März 2013 ein Ortsteil der Gemeinde Mittelangeln. Der Ort besteht heute im Grunde aus zwei Hofanlagen, die eine westlich des Feldweges Satrupholm, wo sich der Burggraben befindet, sowie ein östlich davon gelegener Dreiseitenhof mit Nebengebäuden, der sich im Besitz des Vereins Sternipark e. V. Mutter- und Kindeinrichtung befindet. Satrupholm besitzt heute nur vier Hausnummern, Satrupholm 1–4. Satrupholms Postleitzahl lautet 24984, die Vorwahl 04633.

## Sage vom Geist des bösen Herrn von Zago
Die Sage von dem gebannten Schlossgespenst wurde zur Mitte des 19. Jahrhunderts von Karl Müllenhoff in folgendem Wortlaut aufgezeichnet: „Der Herr von Zago auf Satrupholm war nicht weniger grausam gegen seine Dienstboten und Gutsuntergehörigen als seine Frau, die böse Frau von Zago. Gleich nach seinem Tode ging ein Rumoren und Poltern im Schlosse an; sein unseliger Geist tobte umher, schlug und quälte die Schlafenden und drang endlich ins Schlafzimmer der Frau. Da ward ein damals besonders berühmter Prediger aus Adelbye bei Flensburg, dem früher schon mehrere Male es geglückt war Geister zu bannen, herbeigerufen. Er versprach mit Zuversicht auch hier Ruhe zu schaffen. Gegen zwölf Uhr ging er mit der Bibel unter dem Arm in das Zimmer, wo sich der Spuk immer zuerst zeigte. Als die Uhr geschlagen, ließ sich sogleich ein schallendes Gelächter vernehmen und der Geist trat ein. Der Prediger öffnete die Bibel und las die Stellen laut her, die sonst von Erfolg gewesen waren. Aber der Geist kam auf ihn zu und schlug ihm das Buch aus der Hand und der Geistliche konnte froh sein noch mit heiler Haut davon zu kommen. Der Spuk im Schlosse ward darnach noch doppelt so arg; man war nahe daran das Schloß ganz zu verlassen, als noch eben zur rechten Zeit Hilfe kam. An einem Abend kam ein von der Universität relegierter Student der Theologie im Wirtshause in Satrup an und bat um Nachtquartier. Nach langem Weigern gewährte der Wirt es ihm. Unter den übrigen Gästen kam bald die Rede auf den Spuk und einer erzählte alles genau; der Student hatte aufmerksam zugehört und er erbot sich nun sogleich, den Spuk zu bannen. Er ward in dasselbe Zimmer geführt, wo der Prediger seinen Besuch gemacht hatte. Bald kam der Geist. Der Student hielt ihm erst eine lange Strafpredigt und stellte ihm alle seine Schandtaten vor. Darauf erwiderte der Geist, wer sich zum Strafprediger aufwerfe, müsse erst selbst rein sein; er, der Student, habe einmal beim Bäcker Semmeln gekauft, sei aber ohne bezahlt zu haben davon gegangen. Der Student griff sogleich in die Tasche und warf dem Geist den schuldigen Schilling zu; darauf mußte dieser schweigen. Nun hielt der Student ihm das heilige Buch hin und forderte ihn auf, es ihm aus der Hand zu schlagen; aber der Geist konnte es nicht und mußte sich für überwunden erklären; nur eine Bitte hatte er noch, dass er unter der Zugbrücke seinen Platz nehmen dürfe. Allein die Bitte fand kein Gehör; der Geist hätte da sicherlich die Vorübergehenden nicht in Ruhe gelassen, und schon war eine große hohle Buche, nördlich vom Schlosse, als Verbannungsort ausersehen. Der Kutscher war schon bereit, Geist und Geisterbanner dahin zu fahren, als dieser ihm erst befahl, das Hinterrad abzuziehn und in den Wagen zu werfen. In vollem Galopp ging's nun zum hohlen Baum und der unglückliche Geist mußte bis dahin die Achse tragen; dann mahnte ihn der Student schnell hinein. Seit der Zeit war Ruhe im Schloß. Viele Jahre später wollte ein neuer Besitzer, alles Widerratens ungeachtet, den gefährlichen Baum fällen lassen. Aber die Knechte kamen bald wieder zurück und meldeten, dass keine ihrer Äxte gegen den steinharten Baum hielte. Da erbot sich der Schmied in Ausacker, der was von der Kunst verstand, die Beile zu schärfen. Es gelang nun den Baum zu fällen; aber kaum stürzte er, als eine ungeheure Schar von Uhus und Eulen herbeigezogen kam und mit entsetzlichem Geheul lange die Luft erfüllte.“